# Catch The Hits
«Catch The Hits» ("Atrapa los éxitos", en español) es un álbum recopilatorio de la cantante alemana C.C. Catch publicado en 2005. El álbum contiene 14 canciones estilo synth pop y dos megamixes en dos versiones: corta y extendida.

## Lista de canciones
Todas las canciones escritas y compuestas por Dieter Bohlen, excepto las que se indican. 
| N.º | Título                                            | Escritor(es)                                        | Duración |  |
| 1.  | «Backseat of Your Cadillac» (New Dance-Mix)       |                                                     | 3:32     |  |
| 2.  | «Like a Hurricane» (New Dance-Mix)                |                                                     | 3:15     |  |
| 3.  | «Shake Your Head 2003»                            | David Weiss y Don Fagenson                          | 3:30     |  |
| 4.  | «Anniversary Mega-Mix»                            | Dieter Bohlen y DJ Deep                             | 3:51     |  |
| 5.  | «I Can Lose My Heart Tonight»                     |                                                     | 3:49     |  |
| 6.  | «Strangers by Night»                              |                                                     | 3:38     |  |
| 7.  | «'Cause You Are Young»                            |                                                     | 3:30     |  |
| 8.  | «Are You Man Enough» (Long Version-Muscle Mix)    |                                                     | 6:08     |  |
| 9.  | «Nothing but a Heartache» (Long Version)          |                                                     | 5:20     |  |
| 10. | «Soul Survivor»                                   |                                                     | 3:13     |  |
| 11. | «Heartbreak Hotel»                                |                                                     | 3:33     |  |
| 12. | «Heaven and Hell»                                 |                                                     | 3:39     |  |
| 13. | «Summer Kisses»                                   |                                                     | 3:42     |  |
| 14. | «House of Mystic Lights» (Long Version Dance Mix) |                                                     | 4:08     |  |
| 15. | «Big Time»                                        | Caroline Muller, Georg Koppehele y Martin Koppehele | 3:35     |  |
| 16. | «Midnight Hour»                                   | Cindy Valentine y Tony Green                        | 4:35     |  |
| 17. | «Baby I Need Your Love» (Long Version)            |                                                     | 4:45     |  |
| 18. | «Anniversary Mega-Mix» (12" Version)              | Dieter Bohlen y DJ Deep                             | 8:03     |  |

## Créditos
- Letra y música: Dieter Bohlen (canciones: CD-1, CD-2, CD-4 to CD-14, CD-17, CD-18)
- Arreglos: Dieter Bohlen (canciones: CD-1, CD-2, CD-4 to CD-14, CD-17, CD-18)
- Producción: Dieter Bohlen (canciones: CD-1, CD-2, CD-4 to CD-14, CD-17, CD-18), Shirin Valentine (canción CD-3), Avenue (canción CD-15), Andy Taylor (canción CD-16)
- Coproducción: Luis Rodriguez